# 保罗·纳塔利
保罗·纳塔利（法語：Paul Natali，1933年11月13日—2020年3月31日），法国商人、右翼政治人物，前参议院议员。

## 生平
1933年生于圣热涅斯-德马尔瓜雷斯。早年从事建筑施工行业。1973年至1979年，任巴斯蒂亞體育會主席。1985年至1999年，任巴斯蒂亚工商业联合会主席。1988年9月，当选为博尔戈县议会议长。1992年至1998年，任上科西嘉省议会议长。1998年至2005年，任参议院议员。2020年3月31日在巴斯蒂亚病逝。